# 霓虹脂鯉
霓虹脂鯉，中文俗名日光燈魚、红绿灯鱼，為輻鰭魚綱脂鯉目脂鯉科的其中一個種，是一种小型热带鱼。

## 分布
本魚分布於南美洲哥倫比亞、祕魯、巴西的溪流中，另外也引進菲律賓與新加坡。

## 特徵
本魚魚體纖細，與阿氏霓虹脂鯉有著相同的鐵藍綠色條紋。但本魚的前下部呈銀色，背部上方的魚鱗排列錯落有致，鰭通常是無色的。雌魚體態肥厚，使條紋變得更粗。體長約2.2公分，尤其在黄昏时，如星光流动。但霓虹脂鯉其实不会自行发光，是靠其他光源的光来形成荧光。如果长期在黑暗中，荧光会暗下来。

## 生態
本魚棲息在溪流的靜水區。在水温为21-30℃均可生长，生活在弱酸性至中性水体中，性情溫和，喜群游，屬雜食性，以蠕蟲、小的昆蟲、甲殼動物與植物等為食。霓虹脂鯉繁殖期间需要遮光，孵化卵和鱼苗都需要在阴暗的环境中生长。

## 經濟利用
為高經濟價值的觀賞性魚類，亦可作为其他动物的饲料。不适合与大型鱼类混养。

## 衍生種類
- 日光燈
- 鑽石日光燈
- 黃金日光燈